# 王立自動車クラブ
王立自動車クラブ（おうりつじどうしゃクラブ、英: the Royal Automobile Club、略称：RAC）は、イギリス・ロンドンに本部を構える、自動車に関するクラブ組織。日本では、他国の同名の組織との混同を防ぐためにイギリス王立自動車クラブを名乗る場合もある。2022年現在、会長はマイケル・オブ・ケント王子。

## 概要
1897年8月10日に「イギリス自動車クラブ（the Automobile Club of Great Britain）」として創立。その後しばらくしてアイルランドをもカバーするようになった。1907年に、時のイギリス国王・エドワード7世が自動車に非常に高い関心を抱いていたことから、国王の勅令により現在の名称へ改称された。
国際自動車連盟（FIA）の加盟団体である。ただ日本（JAF）の場合と異なり、イギリスには他にもイギリス自動車協会（AA）、イギリスモータースポーツ協会（MSA）など複数のFIA加盟団体がある点に注意を要する。イギリス国内におけるロードサービスも、かつてはRACが独自に運営していたため、AAとはライバル関係にあった。なおRACのロードサービスについては1978年に分社化され、その後1999年に第三者に売却された。以後は運営元が転々としている（詳細は en:RAC Limited を参照）。また、イギリスにおけるモータースポーツ統括団体（ASN）としてモータースポーツライセンスの発給業務なども行っていたが、1979年にMSAが設立され、ASNとしての機能を移管している。